# Epirhyssa celaena
Epirhyssa celaena är en stekelart som beskrevs av Porter 1975. Epirhyssa celaena ingår i släktet Epirhyssa och familjen brokparasitsteklar. Inga underarter finns listade i Catalogue of Life.